# Podmokly, Klatovy
Podmokly là một làng thuộc huyện Klatovy, vùng Plzeňský, Cộng hòa Séc.